# Thomas Jerome Welsh
Thomas Jerome Welsh, auch Thomas J. Welsh, (* 20. Dezember 1921 in Weatherly, Pennsylvania, USA; † 19. Februar 2009 in Allentown, Pennsylvania, USA) war Bischof von Arlington und Allentown.

## Leben
Thomas Jerome Welsh, aus einer irisch-katholischen Familie mit fünf Kindern stammend, trat mit 15 Jahren ins St. Charles Borromeo Seminary in Wynnewood, Montgomery County, ein. Er empfing am 30. Mai 1946 die Priesterweihe für das Erzbistum Philadelphia. An der Catholic University of America (CUA) in Washington wurde er in Kanonischem Recht promoviert. Er war zunächst Seelsorger in Philadelphia and Doylestown. Ab 1949 wurde er Professor an der Southeast Catholic High School, der heutigen Saint John Neumann High School.
Am 18. Februar 1970 ernannte ihn Papst Paul VI. zum Titularbischof von Inis Cathaig und zum Weihbischof im Erzbistum Philadelphia. Die Bischofsweihe spendete ihm der Erzbischof von Philadelphia, John Joseph Kardinal Krol, am 2. April desselben Jahres; Mitkonsekratoren waren die Weihbischöfe in Philadelphia Gerald Vincent McDevitt und John Joseph Graham.
1974 erfolgte die Ernennung zum ersten Bischof des Bistums Arlington in Virginia. Während seiner Amtszeit als Gründungsbischof in Arlington musste er sich mit wichtigen Fragen des Equal Rights Amendment (ERA), der Anti-Atomkraft-Bewegung und des Schwangerschaftsabbruchs beschäftigen. Er gründete unter anderem mehrere Schulen. Er war Namensgeber der Bishop Thomas J. Welsh Hall an der DeSales University in Allentown.
1983 ernannte ihn Papst Johannes Paul II. zum zweiten Bischof von Allentown in Pennsylvania. Auch hier setzte er sich für die Abschaffung des Schwangerschaftsabbruchs ein und gründete die Bewegung Stand Up For Life; zudem setzte er sich für die Jugend und die Ausbildung von Kindern ein. Er gründete das Catholic Home Study Institute.
1997 wurde seinem altersbedingten Rücktrittsgesuch durch Johannes Paul II. stattgegeben.